# Mai più da soli
Mai più da soli è un singolo del cantante italiano Renato Zero pubblicato il 17 maggio 2019.

## Descrizione
Il singolo anticipa la pubblicazione del trentunesimo album in studio Zero il Folle, pubblicato il 4 ottobre 2019; è stato pubblicato anche su vinile 7" insieme al singolo successivo La vetrina, il lato B del disco.

## Video
Il videoclip del singolo è stato girato a Londra ed è diretto da Gaetano Morbioli.

## Tracce
- Download digitale

1. Mai più da soli – 3:56